# مارکو ساندی
مارکو ساندی (اسپانیایی: Marco Sandy‎؛ زادهٔ ۲۹ اوت ۱۹۷۱) بازیکن سابق و مربی فوتبال اهل بولیوی است.
از باشگاه‌هایی که در آن بازی کرده‌است می‌توان به باشگاه فوتبال رئال وایادولید و باشگاه فوتبال بولیوار اشاره کرد.
وی همچنین در تیم ملی فوتبال بولیوی بازی کرده‌است.